# Tàngara de coroneta negra
La tàngara de coroneta negra (Kleinothraupis atropileus) és un ocell de la família dels tràupids (Thraupidae).

## Hàbitat i distribució
Habita la selva pluvial, vegetació secundària i bambú dels Andes, a Colòmbia, sud-oest de Veneçuela, Equador i l'est del Perú.